# 253P/PANSTARRS
253P/PANSTARRS, komet Jupiterove obitelji